# خفاش کالیفرنیایی
خفاش کالیفرنیایی (نام علمی: Myotis californicus) نام یک گونه از سرده خفاش گوش‌موشی است.